# Bowery Electric
Bowery Electric — американская шугейз-группа, образованная в Нью-Йорке в 1993 году Лоуренсом Чандлером и Мартой Швенденер. Они выпустили три альбома между 1995 и 2000 годами, включая высоко оцененный критиками Beat (1996).

## История
Группа Bowery Electric, основанная Лоуренсом Чендлером и Мартой Швенденер в конце 1993 года, дала свой первый концерт в Нью-Йорке в январе 1994 года. Дебютный двойной 7-дюймовый сингл группы был записан Крамером и выпущен на Hi-Fidelity Recordings в 1994 году Послушав его, лейбл Kranky связался с группой..
Первый альбом группы, Bowery Electric, был записан Майклом Демингом на студии Studio .45 в Хартфорде, штат Коннектикут, и выпущен лейблом Kranky в 1995 году. Альбом был включен Эндрю Эрлзом в его книгу 2014 года Gimme Indie Rock: 500 Essential American Underground Rock Albums 1981–1996. В 2016 году Pitchfork назвал его 36-м лучшим альбомом в стиле шугейз всех времен.
В 1996 году группа выпустила свой второй альбом Beat Он включал сингл «Fear of Flying».. В 2016 году Beat был переиздан на виниле в честь 20-летнего юбилея компанией Kranky.
Vertigo, альбом ремиксов на треки с альбома Beat, был выпущен в 1997 году. В Vertigo приняли участие такие артисты, как Third Eye Foundation, Роберт Хэмпсон, Witchman и другие.
В 2000 году группа выпустила альбом Lushlife, записанный на Electric Sound. Альбом достиг 14-го места в чарте CMJ Top 200 и 11-го места в чарте Core Radio.
С тех пор они не выступали и не выпускали никаких записей под именем Bowery Electric.

## Характеристики
Стиль
Музыку группы описывают как шугейз, трип-хоп, построк и дроун-рок. Группа смешивала элементы шугейза с ритмами трип-хопа, используя сэмплеры, продакшн на ноутбуке и даб-бас. В выпуске журнала The Wire за ноябрь 1995 года Саймон Рейнольдс отдал должное Bowery Electric и другим родственным группам как создателям «отличительно американского построка».

## Дискография
Альбомы
- Drop (Hi-Fidelity Recordings, 1994) — мини-альбом
- Bowery Electric (Kranky, 1995)
- Beat (Kranky, Beggars Banquet Records, 1996)
- Vertigo (Beggars Banquet Records, 1997) — ремикс
- Lushlife (Beggars Banquet Records, 2000)
- Demo (Independent, 2024)

Синглы
- «Fear of Flying» (Beggars Banquet Records, 1997)
- «Without Stopping — Witchman Mix (Hell or High Water Dub)» (Beggars Banquet Records, 1997)
- «Coming Down — Immersion Mix» (Beggars Banquet Records, 1997)
- «Blow Up» (Happy Go Lucky, 1997)
- «Floating World» (Beggars Banquet Records, 2000)
- «Freedom Fighter» (Beggars Banquet Records, 2000)